# Universidad de Dallas
La Universidad de Dallas (en inglés: University of Dallas) es una universidad católica privada ubicada en Irving, Texas. Fue establecida en 1956, y está acreditada por la Asociación Sureña de Colegios y Escuelas (SACS).
La universidad ofrece más de cincuenta especializaciones y concentraciones para los alumnos de pregrado. Además, comprende cuatro unidades académicas para los alumnos de posgrado: la Escuela de Graduados en Artes Liberales Braniff, la Facultad de Artes Liberales Constantin, la Facultad de Negocios Satish & Yasmin Gupta y la Escuela de Ministerio. Dallas ofrece varios programas de maestría y un programa de doctorado con tres concentraciones.

## Admisiones
El U.S. News califica la selectividad de la Universidad de Dallas como "más selectiva". La tasa de aceptación de las admisiones es del 54%, con una tasa de aceptación anticipada del 50.5%.

## Costos
Los cargos estimados para estudiantes universitarios de tiempo completo para el período 2021-2022, que incluyen matrícula, alojamiento, comida y tarifas, es de $46,602.

## Deportes
La UD cuenta con una amplia oferta de deportes. La siguiente tabla muestra los deportes ofrecidos para ambos sexos:
| Deporte       | Deporte | Mujeres | Hombres |
| ------------- | ------- | ------- | ------- |
| Atletismo     |         | Sí      | Sí      |
| Baloncesto    | Sí      | Sí      |         |
| Béisbol       | No      | Sí      |         |
| Cross Country | Sí      | Sí      |         |
| Fútbol        | Sí      | Sí      |         |
| Golf          | Sí      | Sí      |         |
| Lacrosse      | Sí      | Sí      |         |
| Sóftbol       | Sí      | No      |         |
| Voleibol      | Sí      | No      |         |

## Religión
El 78% de los estudiantes de la UD son católicos.
La UD sostiene que la fe católica debe iluminar todos los aspectos de la vida dentro y fuera del campus.
La UD fomenta a sus alumnos a servir en las distintas tareas de la Iglesia Católica. Todos los años se realiza la Feria de Vocaciones, un evento que ayuda a los alumnos a conocer más sobre la vida religiosa y a poder discernir sobre sus vocaciones dentro de la amplia variedad de organizaciones o instituciones ligadas a la Iglesia.
Los estudiantes participan de la misa dominical nocturna, y luego de ella se reúnen en un momento de adoración y oración.
El 6 de mayo de 2022 la universidad fue consagrada a Nuestra Señora de Guadalupe.

## Residencia
El 61% de los alumnos residen en viviendas o pisos afiliados a la universidad. Se requiere la residencia en el campus de todos los estudiantes que aún no han alcanzado el estatus de senior o que tienen menos de 21 años y no están casados, no son veteranos o miembros activos de las fuerzas armadas, o que no viven con sus padres o parientes en el área de Dallas-Fort Worth.
Hay cinco salones tradicionales de habitaciones para estudiantes de primer año. Los salones Jerome, Gregory y Catherine son salones exclusivamente para mujeres. Los salones Theresa, Madonna y Augustine son salones solo para hombres. Clark Hall es el único salón de dormitorios mixtos. El último salón es el O'Connell Hall, que se basa en las necesidades de alojamiento de la población del campus para un año determinado. Este salón puede albergar a estudiantes nuevos, estudiantes continuos o una combinación de ambos por piso si es necesario. En todos los salones, pasillos y habitaciones está totalmente prohibido fumar.
Además, el campus cuenta con apartamentos individuales, exclusivos para estudiantes de último año de pregrado que cumplen determinados criterios y calificaciones.

### Tipos de alojamientos
| Tipo                      | %   |
| ------------------------- | --- |
| Dormitorios mixtos        | 37% |
| Dormitorios de mujeres    | 28% |
| Dormitorios de hombres    | 20% |
| Apartamentos individuales | 15% |

## Servicios a la comunidad
La UD insita a sus alumnos a participar y ayudar en distintas comunidades del país, practicando la fe de una forma activa.

### Programas y servicios
- Alternative Spring Break: es un programa conformado por alumnos, y su finalidad es involucrarse, analizar, debatir y comprender las problemáticas sociales.
- Best Buddies: brinda ayuda a personas con discapacidad intelectual.
- Called to Crochet: se realizan toda clase de artículos para bebés, que son donados a centros católicos para embarazadas en estado de vulnerabilidad o crisis.
- Crusaders for Life: se hace énfasis en la causa provida, participando activamente en la defensa de la vida desde la concepción hasta la muerte natural.
- Hearts & Hammers: ayudan en la restauración de viviendas en Dallas y Fort Worth para los más necesitados.

## Alumnos notables
Algunos de los alumnos notables de la UD son:
- Katherine Batis, aristócrata.
- L. Brent Bozell III, escritor, periodista y empresario.
- Oscar Cantú, obispo de San José en California.
- Michael Duca, obispo de Baton Rouge.
- Daniel Flores, obispo de Brownsville.
- John H. Gibson, empresario y funcionario.
- Emily Jacir, artista.
- David Konderla, obispo de Tulsa.
- Peter MacNicol, actor.
- Patrick Madrid, apologeta y escritor.
- Taylor Marshall, comentarista, autor y académico.
- Shawn McKnight, obispo de Jefferson City.
- Mark Seitz, obispo de El Paso.
- Daryush Shokof, pintor, actor, guionista y director de cine.
- Joseph Strickland, obispo de Tyler.
- Christopher Evan Welch, actor.
- Gene Wolande, actor, guionista y director de cine.